# Lennart Kjellberg
Lennart Kjellberg (ur. 1913, zm. 2004) – szwedzki tłumacz literatury polskiej, rosyjskiej i litewskiej.
Laureat nagrody polskiego PEN Clubu z 1992 za przekład literatury polskiej na język szwedzki oraz Fundacji Kultury Polskiej za promocję polskiej literatury w świecie (1988) za tłumaczenie Pana Tadeusza.
W 1933 rozpoczął studia literatury skandynawskiej i angielskiej na uniwersytecie w Uppsali. Pracę magisterską obronił w 1939. W tym samym roku zaczął pracę jako nauczyciel szwedzkiego w Kownie i Wilnie, gdzie nauczył się polskiego i litewskiego. Po wybuchu II wojny światowej powrócił do Szwecji, gdzie pracował jako nauczyciel szwedzkiego i angielskiego między innymi w polskim gimnazjum w Sztokholmie. Wieczorami studiował język polski i rosyjski na uniwersytecie w Uppsali, gdzie obronił w 1957 doktorat. W 1984 otrzymał tytuł profesora.
Przez 30 lat pełnił różne funkcje w bibliotece uniwersyteckiej Carolina Rediviva. Miał duży wpływ na stworzenie tam zbiorów literatury słowiańskiej.
Jego pierwszym tłumaczeniem z polskiego była książka Kraj bez Quislinga Tadeusza Nowackiego (Stefan Tadeusz Norwid) z 1944. Po przejściu na emeryturę w 1978 tłumaczył głównie z polskiego. We współpracy z profesorem Józefem Trypućko rozpoczął pracę nad tłumaczeniem wierszy Tadeusza Różewicza, które wydał w 1979. W 1993 wydał książkę Polska poezja trzech wieków, w której zaprezentował szwedzkim czytelnikom nieznanych im wcześniej polskich poetów okresu Renesansu, Baroku i Oświecenia. W 1987 wydał tłumaczenie Pana Tadeusza Adama Mickiewicza napisane heksametrem, a w 1981 jedyną szwedzką monografię Adama Mickiewicza.